# Equus mauritanicus
Equus mauritanicus és una espècie extinta de mamífer perissodàctil de la família dels èquids que visqué al nord d'Àfrica durant el Plistocè mitjà i superior. Se n'han trobat restes fòssils a Algèria, el Marroc, el Sàhara Occidental i Tunísia. Tenia el coll gros i la crinera curta. El seu hàbitat natural eren els deserts i els ecosistemes semiàrids. Hi ha científics que l'han considerat un sinònim de la zebra de Burchell, però els estudis de les últimes dècades tendeixen a reconèixer-lo com a espècie a part. El seu nom específic, mauritanicus, significa ‘maurità’ en llatí.